# 苏秦墓
苏秦墓，位于山东省淄博市淄川区城南镇，是中华人民共和国山东省文物保护单位之一。
2006年12月7日，授予山东省文物保护单位，是一座古墓葬。